# RNF8
RNF8 (англ. Ring finger protein 8) – білок, який кодується однойменним геном, розташованим у людей на короткому плечі 6-ї хромосоми. Довжина поліпептидного ланцюга білка становить 485 амінокислот, а молекулярна маса — 55 518.
| 10         |  | 20         |  | 30         |  | 40         |  | 50         |
| ---------- |  | ---------- |  | ---------- |  | ---------- |  | ---------- |
| MGEPGFFVTG |  | DRAGGRSWCL |  | RRVGMSAGWL |  | LLEDGCEVTV |  | GRGFGVTYQL |
| VSKICPLMIS |  | RNHCVLKQNP |  | EGQWTIMDNK |  | SLNGVWLNRA |  | RLEPLRVYSI |
| HQGDYIQLGV |  | PLENKENAEY |  | EYEVTEEDWE |  | TIYPCLSPKN |  | DQMIEKNKEL |
| RTKRKFSLDE |  | LAGPGAEGPS |  | NLKSKINKVS |  | CESGQPVKSQ |  | GKGEVASTPS |
| DNLDPKLTAL |  | EPSKTTGAPI |  | YPGFPKVTEV |  | HHEQKASNSS |  | ASQRSLQMFK |
| VTMSRILRLK |  | IQMQEKHEAV |  | MNVKKQTQKG |  | NSKKVVQMEQ |  | ELQDLQSQLC |
| AEQAQQQARV |  | EQLEKTFQEE |  | EQHLQGLEIA |  | QGEKDLKQQL |  | AQALQEHWAL |
| MEELNRSKKD |  | FEAIIQAKNK |  | ELEQTKEEKE |  | KMQAQKEEVL |  | SHMNDVLENE |
| LQCIICSEYF |  | IEAVTLNCAH |  | SFCSYCINEW |  | MKRKIECPIC |  | RKDIKSKTYS |
| LVLDNCINKM |  | VNNLSSEVKE |  | RRIVLIRERK |  | AKRLF      |  |            |

A: Аланін

C: Цистеїн

D: Аспарагінова кислота

E: Глутамінова кислота

F: Фенілаланін

G: Гліцин

H: Гістидин

I: Ізолейцин

K: Лізин

L: Лейцин

M: Метіонін

N: Аспарагін

P: Пролін

Q: Глутамін

R: Аргінін

S: Серин

T: Треонін

V: Валін

W: Триптофан

Кодований геном білок за функціями належить до трансфераз, регуляторів хроматину, фосфопротеїнів. 
Задіяний у таких біологічних процесах, як клітинний цикл, поділ клітини, пошкодження ДНК, репарація ДНК, мітоз, убіквітинування білків, альтернативний сплайсинг. 
Білок має сайт для зв'язування з іонами металів, іоном цинку. 
Локалізований у цитоплазмі, ядрі, хромосомах.